# Grant Schubert
Grant Schubert, född den 1 augusti 1980 i Loxton, Australien, är en australisk landhockeyspelare.
Han tog OS-guld i herrarnas landhockeyturnering i samband med de olympiska landhockeytävlingarna 2004 i Aten.
Han tog OS-brons i samma gren i samband med de olympiska landhockeytävlingarna 2008 i Peking.